# Cobria albisparsa
Cobria albisparsa là một loài bọ cánh cứng trong họ Cerambycidae.